# 에그존 베이툴라이
에그존 베이툴라이(마케도니아어: Егзон Бејтулаи, 1994년 1월 7일 ~ )는 드리타와 북마케도니아 국가대표팀에서 라이트백과 센터백으로 활약하는 북마케도니아의 프로 축구 선수이다.

## 구단 경력
그는 지역 클럽인 테텍스에서 경력을 시작했다. 2011년 7월 30일, 메탈루르크 스코페와의 경기에서 프로 데뷔를 했다.
2013년 여름, 그는 슈켄디야로 이적했다. 2017년 11월 19일, 스코페를 상대로 첫 프로 골을 넣었다.
2020년 1월, 헬싱보리로 이적했지만 출전 기회를 얻지 못해 같은 해 6월, 슈켄디야로 복귀했다.

## 국가대표팀 경력
베이툴라이는 알바니아계 마케도니아인이다. 베이툴라이는 북마케도니아 U-21 국가대표팀의 주전 선수였으며, 폴란드에서 열린 2017년 UEFA U-21 축구 선수권 대회에서 주전 라이트백으로 활약했다.
2016년 5월과 2017년 3월에는 아제르바이잔, 이란, 벨라루스와의 친선 경기에서도 북마케도니아 국가대표팀에 소집되었지만, 2018-19년 UEFA 네이션스리그 D 대회 1라운드에서 지브롤터를 상대로 85분에 경기에 출전하면서 2018년 9월 6일에야 데뷔 전을 치렀다.
북마케도니아가 오스트리아와의 대회 개막전에서 공격수 마르코 아르나우토비치 (세르비아계)의 득점 직후, 아르나우토비치는 반알바니아적인 비방으로 여겨졌던 베이툴라이와 팀 동료 에즈잔 알리오스키를 향해 분노하며 외쳤다. 북마케도니아 축구 연맹은 UEFA의 조치를 촉구하는 성명을 발표했다.
2021년, 그는 이고르 안겔로프스키 감독에 의해 UEFA 유로 2020에 출전할 선수로 선정되었다.